# 土屋健 (プロデューサー)
土屋 健（つちや けん）は、日本のドラマプロデューサー。
フジテレビジョン情報制作局情報制作センター専任局次長兼チーフプロデューサー。
かつて共同テレビに出向していたが、フジテレビに戻り、テレビ番組（主にドラマ）や映画、情報番組を担当している。
2012年6月28日付で映画事業局映画制作部ゼネラルプロデューサー、2018年4月30日付で情報制作局情報制作センタープロデューサー、2019年1月1日付で現職。

## 主なプロデュース担当作品

### テレビドラマ
作品はすべてフジテレビ系列で放送。
- 初体験（2002年1月期）
- ビッグマネー!～浮世の沙汰は株しだい～（2002年4月期）
- HR（2002年10月-2003年3月）
- Dr.コトー診療所 第一期（2004年10月）
- Dr.コトー診療所2004（2004年）
- アテンションプリーズ（2006年4月期）※企画
- 土曜プレミアム
  - 『アテンションプリーズスペシャル～ハワイ・ホノルル編』（2007年1月13日）※協力プロデューサー
  - 『愛馬物語』（2008年5月3日）
- 鹿男あをによし（2008年1月期）
- アテンションプリーズスペシャル～オーストラリア・シドニー編（2008年4月3日）※協力プロデューサー
- セレブと貧乏太郎（2008年10月期）

### 映画
- プリンセス トヨトミ（2011年、東宝）
- ステキな金縛り（2011年、東宝）
- 終の信託（2012年、東宝）
- ストロベリーナイト （2013年、東宝）
- カノジョは嘘を愛しすぎてる（2013年、東宝）
- 舞妓はレディ（2014年、東宝）
- 映画　ちびまる子ちゃん　イタリアから来た少年（2015年、東宝）
- グッドモーニングショー（2016年、東宝）
- 本能寺ホテル（2017年、東宝）[1]。

### 情報番組
- ノンストップ!（2018年）※2019年からチーフプロデューサー